# Carl von Winterfeld

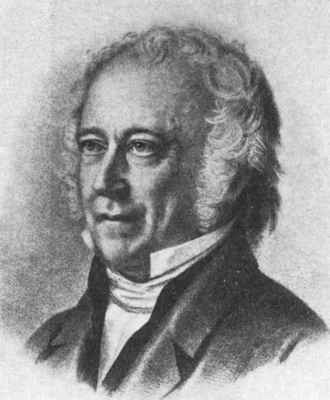
Carl von Winterfeld

Carl Georg Vivigens von Winterfeld (* 28. Januar 1784 in Berlin; † 19. Februar 1852 in Berlin) war ein deutscher Musikwissenschaftler und Richter.

## Herkunft
Seine Eltern waren Karl Friedrich Gotthilf von Winterfeldt (* 17. Mai 1757; † 14. September 1824), Erbherr auf Menkin und Wollschow, und dessen Ehefrau Sophie Elisabeth Helene Wilhelmine von Köhler (* 28. März 1754; † 13. April 1821).

## Leben
Carl von Winterfeld studierte an der damaligen Universität Halle Rechtswissenschaft und wurde 1816 in Breslau zum Richter ernannt. Nach seiner Rückkehr nach Berlin 1832 wurde er zum Obertribunalrat ernannt und 1839 Ehrenmitglied der Preußischen Akademie der Künste. Winterfeld war Gründungsmitglied der Bach-Gesellschaft und seit 1835 Mitglied in der Gesetzlosen Gesellschaft zu Berlin. Carl von Winterfeld gilt als Wiederentdecker von Heinrich Schütz. 1812 unternahm er eine Reise nach Italien, wo er Kopien von Kompositionen des 16. bis 18. Jahrhunderts anfertigte. Die Sammlung wird heute in der Staatsbibliothek zu Berlin aufbewahrt. Carl von Winterfeld war ein Förderer von Hoffmann von Fallersleben. Aus Dank widmete Hoffmann von Fallersleben ihm bzw. seiner Frau Wilhelmine „Minna“ von Winterfeld und deren Kindern die Liedersammlung Siebengestirn gevatterlicher Wiegen-Lieder für Frau Minna von Winterfeld.

## Familie
Er heiratete Wilhelmine von Thümen (* 20. Juni 1789; † 1. November 1845). Das Paar hatte mehrere Kinder, darunter:
- Siegismund, Patenonkel Hoffmann von Fallersleben
- Rudolf (* 22. März 1829; † 23. Juli 1894) ⚭ Pauline von Roeder (* 5. Januar 1845; † 15. August 1914)

## Schriften
- Johannes Pierluigi von Palestrina. Seine Werke und deren Bedeutung für die Geschichte der Tonkunst. Mit Bezug auf Baini's neueste Forschungen dargestellt. Georg Philipp Aderholz, Breslau 1832, urn:nbn:de:bvb:12-bsb10600243-5 (über Giovanni Pierluigi da Palestrina).
- Johannes Gabrieli und sein Zeitalter. Zur Geschichte der Blüthe heiligen Gesanges im sechzehnten, und der ersten Entwickelung der Hauptformen unserer heutigen Tonkunst in diesem und dem folgenden Jahrhunderte, zumal in der Venedischen Tonschule. Schlesinger’sche Buch- und Musikhandlung, Berlin 1834 (über Giovanni Gabrieli; Teil 1 – Internet Archive; Teil 2 – Internet Archive; Teil 3 (Notenanhang) – Internet Archive).
- Dr. Martin Luthers deutsche geistliche Lieder nebst den während seines Lebens dazu gebräuchlichen Singweisen und einigen mehrstimmigen Tonsätzen über dieselben, von Meistern des sechzehnten Jahrhunderts. Hrsg. als Festschrift für die vierte Jubelfeier der Erfindung der Buchdruckerkunst von C. v. Winterfeld. Breitkopf und Härtel, Leipzig 1840, urn:nbn:de:bvb:12-bsb10496496-8 (Scan in der Google-Buchsuche).
- Der evangelische Kirchengesang und sein Verhältniss zur Kunst des Tonsatzes. Leipzig 1843–47.
  - 1. Teil: Der Evangelische Kirchengesang im ersten Jahrhunderte der Kirchenverbesserung. Breitkopf und Härtel, Leipzig 1843, urn:nbn:de:bvb:12-bsb10525302-4.
  - 2. Teil: Der Evangelische Kirchengesang im siebzehnten Jahrhunderte. Breitkopf und Härtel, Leipzig 1845, urn:nbn:de:bvb:12-bsb10525303-9.
  - 3. Teil: Der Evangelische Kirchengesang im achtzehnten Jahrhunderte. Breitkopf und Härtel, Leipzig 1847, urn:nbn:de:bvb:12-bsb10524976-5.
- Zur Geschichte heiliger Tonkunst. Eine Reihe einzelner Abhandlungen. Breitkopf und Härtel, Leipzig 1850–52.
  - Band 1. 1850, urn:nbn:de:bvb:12-bsb10271195-3 (Scan in der Google-Buchsuche).
  - Band 2. 1852, urn:nbn:de:bvb:12-bsb10599772-4 (Scan in der Google-Buchsuche).
  - Band 1 und 2 in einem Band, dazwischen ein Vortrag: Ueber den Einfluß der gegen das sechzehnte Jahrhundert hin allgemeiner verbreiteten und wachsenden Kunde des klassischen Alterthums auf die Ausbildung der Tonkunst. Vortrag, gehalten in dem Verein für Kunde des Mittelalters am 22. Novbr. und 20. December 1849, S. 405–466 (Scan in der Google-Buchsuche).